# Démocratie Nationale
Die Démocratie Nationale (DN; deutsch Nationale Demokratie) ist eine rechtsextreme Partei, die 1985 als Front National (auch: Nationaal Front) gegründet wurde. Sie ist im französischsprachigen Teil Belgiens aktiv. Sie musste 2012 ihren Namen auf Grund des Alleinanspruchs der französischen Front National ändern.

## Geschichte

### Front National ab 1985

Ehemaliges Logo

Die Front National wurde im Mai 1985 von Daniel Féret gegründet und am 30. September 1985 als „Vereinigung ohne Gewinnerzielungsabsicht“ (Association sans but lucratif, ASBL) registriert. Féret, ein Arzt aus Tournai, war vorher Mitglied der liberalen Partei Parti de la liberté et du progrès, danach Mitglied der Jeune Europe von Jean Thiriart. 1984 war er Mitglied der Union Nationale et Démocratique (UND) geworden, bei denen er Vizepräsident wurde. Seine neue Partei wurde nach dem Vorbild der französischen Front National sowie der italienischen Partei Movimento Sociale Italiano (MSI) gegründet und sollte von deren Aufstiegen in den 1980ern profitieren. Während der ersten Monate hatten sie kein festes Wahlprogramm und bestanden lediglich aus einer Handvoll Personen aus dem rechtsextremen Spektrum. In den Jahren nach der Gründung der Nationalen Front bemühte sich der Parteivorsitzende Féret, seiner Partei ein respektables Bild zu verleihen, indem er sich öffentlich vom Nationalsozialismus und Faschismus distanzierte. Ideologisch gab es in der Partei zwei Flügel: der eine repräsentierte eine mehr populistisch-ultraliberale Richtung mit traditionell rechten bis extrem rechten Positionen, während der andere einen ultranationalistischen Diskurs, mit den klassischen Themen Antisemitismus, Revisionismus, Antiimperialismus, Antikapitalismus usw. vertrat. Programmatisch profilierte sich die Partei vor allem durch ihre virulente Gegnerschaft zur Immigration, und außerdem mit den Themen Innere Sicherheit, der angeblichen Verschwendung öffentlicher Gelder in Form nutzloser Sozialleistungen, der Forderung nach Stärkung der Rechte belgischer Familien etc.
Der erste Wahlkampf richtete sich vor allem gegen Immigranten, ohne dass die Partei ein stimmiges Konzept vorlegte. Bei der Parlamentswahl 1985 erreichte die Partei nur 0,45 % der Stimmen in Brüssel. Allerdings begann anschließend der Aufstieg der Partei, die vor allem in Brüssel dazugewann. 1988 wurde in der Gemeinde von Molenbeek das erste Mitglied der FN in den Stadtrat gewählt. Bei der Parlamentswahl 1991 erreichte der Front National in Brüssel 5,7 % der Stimmen. Relativ hohe Stimmenanteile erzielte er auch in den Wahlkantonen Namur (5,9 %), Charleroi (4,7 %) und Nivelles (4,4 %). Georges Matagne wurde als erster Abgeordneter des FN in die belgische Abgeordnetenkammer gewählt.
Der Parteivorsitzende Daniel Féret wurde am 1. Juni 1987 vom Appellationsgericht in Mons zu einer einjährigen Gefängnisstrafe auf Bewährung, sowie einer Geldstrafe von 60.000 belgischen Franken und einem fünfjährigen Verlust seiner bürgerlichen und politischen Rechte verurteilt, weil er für die Lebensgefährtin des französischen Gangsters Michel Houdan ein falsches ärztliches Attest ausgestellt hatte. Er war daher bis 1992 nicht wählbar.
Die erste Hochphase der Partei kam in den 1990ern, als die FN 1995 einen Platz im Europäischen Parlament gewann und gleichzeitig mit zwei Abgeordneten in der Belgischen Abgeordnetenkammer vertreten war. besonders stark vertreten war die Partei in Wallonie. Jedoch gelang es ihr nicht, in die Parteienfinanzierung zu kommen, da ihr ein Sitz im belgischen Senat fehlte. In den anschließenden belgischen und Europawahlen 1999 verlor sie sowohl ihr Mandat im Europaparlament als auch einen ihrer Sitze in der Abgeordnetenkammer.
2003 und 2007 konnte sie ihren Sitz in der Abgeordnetenkammer verteidigen. In den beiden Wahljahren war sie auch erstmals mit je einem Sitz im Senat vertreten. 2006 wurde Daniel Féret zu 250 Stunden gemeinnütziger Arbeit verurteilt, weil er rassistische Flyer herausgegeben hatte. Darunter waren Karikaturen, die Afrikaner als Wilde sowie Muslime als Terroristen darstellten. Das Gericht in Brüssel verbot ihm außerdem 10 Jahre lang als Kandidat an Wahlen teilzunehmen. Daraufhin war er gezwungen von seinem Parteiamt zurückzutreten und sämtliche Ämter niederzulegen. Seine Nachfolge übernahm Charles Pire.

### Démocratie Nationale ab 2012
Nach den katastrophalen Wahlergebnissen 2010 verlor die Partei ihren Sitz in der Abgeordnetenkammer. 2012 meldete Marine Le Pen im Namen der französische Front National den Alleinanspruch auf den Parteinamen an und verbot außerdem der belgischen Front National ihre Symbole zu verwenden. Im März 2012 änderte die Partei daher ihren Namen zu Démocratie Nationale (DN/DNAT). Seitdem trat sie nicht mehr zu Wahlen an.

## Ziele und Wahlprogramm
Wie viele rechte Parteien forderte die Front National eine stärkere Sicherheitspolitik im Sinne von Law and Order und sprach sich gegen Einwanderung aus. Eine geburtensteigernde Familienpolitik wurde ebenfalls gefordert.
Des Weiteren setzte sie sich für eine größere Autonomie des wallonischen Landesteils ein, allerdings auf provinzieller Basis und betonte einen stärkeren Föderalismus, der den einzelnen Landesteilen mehr Entscheidungsbefugnisse geben sollte. Anders als der Vlaams Belang in Flandern war die Front daher nicht separatistisch, sondern probelgisch und verwendete die Trikolore und die belgische Hymne auf der eigenen Website. Dabei sprach sie sich populistisch für mehr Maßnahmen direkter Demokratie aus. Allerdings vertraten sie auch promonarchische Tendenzen und forderten mehr Macht für den repräsentativen Monarchen Albert II.
Trotz der ausgeprägten Betonung der wallonischen Identität schloss die FN auch Wahlbündnisse im Wahlkreis Brüssel-Halle-Vilvoorde mit dem insgesamt erfolgreicheren Vlaams Belang.
1999 kam es zu einem Einschnitt im Wahlprogramm, als die Partei den Föderalismus plötzlich ablehnte und nun die Nation betonte. Sie zeigte sich von dem neurechten Konzept eines Europas der Vaterländer inspiriert und betonte ab da den Nationalstaat. Zudem versuchte sie sich als Opfer des Systems darzustellen.
Insgesamt fehlte es der Partei an politischem Profil und auch an bekannten Gesichtern, um dauerhaft erfolgreich zu sein. So war Féret außerhalb Walloniens nur wenig bekannt und auch weitere Akteure der Partei konnten sich nicht profilieren. Zudem kam es immer wieder zu Streit innerhalb der Partei über Wahlprogramm und Vorgehensweise. Dies änderte sich auch nach der Umbenennung in Démocratie Nationale nicht.
Unter dem neuen Namen versucht man sich seitdem an populistischen Ansätzen. Unter anderem wird ein eher linker Wirtschaftspopulismus propagiert, der sich auf die „kleinen Leute“ fokussiert. Daneben bleiben die fremdenfeindlichen und migrationskritischen Standpunkte weiterhin erhalten. Insbesondere wendet sich die DN gegen eine angebliche „Islamisierung“ Belgiens.

## Wahlergebnisse
| Wahljahr | Stimmen | Prozentwerte | Sitze |
| -------- | ------- | ------------ | ----- |
| 1985     | 3.738   | 0,1 %        | 0     |
| 1987     | 7.596   | 0,1 %        | 0     |
| 1991     | 64.992  | 1,1 %        | 1     |
| 1995     | 138.496 | 2,3 %        | 2     |
| 1999     | 90.401  | 1,5 %        | 1     |
| 2003     | 130.012 | 1,98 %       | 1     |
| 2007     | 131.385 | 1,97 %       | 1     |
| 2010     | 33.591  | 0,51 %       | 0     |

| Wahljahr | Stimmen | Prozent | Sitze |
| -------- | ------- | ------- | ----- |
| 1985     | 4.201   | 0,1 %   | 0     |
| 1987     | 8.186   | 0,6 %   | 0     |
| 1991     | 60.876  | 1,0 %   | 0     |
| 1995     | –       | –       | –     |
| 1999     | 92.924  | 1,5 %   | 0     |
| 2003     | 147.305 | 2,25 %  | 1     |
| 2007     | 150.461 | 2,27 %  | 1     |
| 2010     | –       | –       | –     |

| Wahljahr | Stimmen | Prozent | Sitze |
| -------- | ------- | ------- | ----- |
| 1995     | 96.574  | 5,11 %  | 2     |
| 1999     | 75.262  | 3,95 %  | 1     |
| 2004     | 160.130 | 8,12 %  | 4     |
| 2009     | 57.374  | 2,86 %  | 0     |

| Wahljahr | Stimmen | Prozent | Sitze |
| -------- | ------- | ------- | ----- |
| 1994     | 175.732 | 2,9 %   | 1     |
| 1999     | 94.848  | 1,52 %  | 0     |
| 2004     | 181.351 | 2,79 %  | 0     |